# Bihać
Bihać (srbska cirilica Бихаћ, v knjižni slovenščini se je pisal nekoč kot Bihač) je mesto na skrajnem severozahodu Bosne in Hercegovine, blizu meje s Hrvaško ob reki Uni in je glavno mesto Unsko-sanskega kantona v Federaciji Bosne in Hercegovine. Občina Bihać, ki ne vključuje samo mesta, temveč tudi okolico, ima okoli 61.000 prebivalcev. Več kot 90 % prebivalcev je Bošnjakov.

## Geografija
Mesto leži v dolini reke Une, ki se tu razširi v široko kotlino. Nad in pod mestnim območjem reka teče skozi ozke soteske. Jugovzhodno od Bihaća se gorovje Grmeč dviga preko 1100 m, zahodno hrvaška meja poteka na pogorju Plješevica, katerega najvišji vrh je Ozeblin s 1657 m. Občinsko območje se nadaljuje od Bihaća približno 40 km v južni smeri ob hrvaški meji do Kulen Vakufa in vključuje druge kraje, kot sta Martin Brod in Donja Gata. Najjužnejši del občine so Bosanski Osredci.
Podnebje je vlažno in zmerno s srednjeevropskim značajem. Poletja so topla in suha, zime mrzle z obilnimi padavinami. Povprečna januarska temperatura je 0,4 °C, julija 21 °C. Povprečna letna temperatura je 10,6 °C; povprečna letna količina padavin je 1308 mm. Najnižja doslej izmerjena temperatura je bila −24,8 °C (24. januar 1963), najvišja pri 38,6 °C (28. julij 1983).

## Deli naselja
Baranovac, Bihać, Čavkići, Čavkuni, Čehići, Čekrlije, Dobrenica, Dubravica, Golubić, Halavići, Harmani, Kamenica, Kralje, Majdan, Malo Založje, Midžići, Mrkonjića Lug, Mujadžići, Orljani, Pecikovići, Podgrede, Pokoj, Prisjeka, Privilica, Ribić, Sokolac, Vedro Polje, Veliko Založje, Vinica, Vrkašić, Zulići in Žegar.

## Zgodovina

### Zgodnja zgodovina
Zdi se, da je bila dolina Une še posebej pomembna v prazgodovini. V bližini Ripača, približno 10 km jugovzhodno od Bihaća, so bila najdena obsežna kolišča iz bronaste dobe. Malo bližje Bihaću pri Jezerinah je bilo odkrito veliko grobišče latenske kulture s številnimi žarami in dragocenimi predmeti, še eno v Ribiću, predmestju Bihaća.

### Do 1918
Mesto je bilo prvič omenjeno leta 1260 v listini kralja Bele IV., kjer je omenjeno, da pripada cistercijanskemu samostanu Topusko. Mesto se je v latinskih dokumentih imenovalo Castrum bichiciense, v nemškem pa Wihitsch. V srednjem veku je bil Bihać začasno sedež hrvaško-ogrskih kraljev. V 13. stoletju je kralj Béla IV. obdal mesto z obročem obzidja, kjer zdaj poteka obvoznica. Od 13. do 16. stoletja so v Bihaću večkrat potekala zasedanja hrvaškega sabora. Leta 1592 so mesto osvojili Osmani in postalo je del Bosanskega pašaluka, katerega zgodovino si deli vse od takrat. Kot osmanska utrdba blizu avstrijske vojaške meje je bil Bihać med turškimi vojnami več kot 63-krat oblegan s strani avstrijske vojske, a ni bil nikoli zavzet. Takrat je Bihać zaradi visokih in močnih zidov veljal za nepremagljivega.
Zaradi Berlinske pogodbe leta 1878 je mesto, ki je bilo naseljeno z večino muslimanov, skupaj z Bosno in Hercegovino padlo pod upravo Avstro-Ogrske. Toda šele septembra 1878 so Bihać proti ostremu odporu zavzele avstro-ogrske čete pod generalom Reinländerjem. Od leta 1888 so utrdbeno obzidje porušili, razen nekaj ostankov.

### 1918 do 1990
Po koncu prve svetovne vojne in posledično razpadu Avstro-Ogrske je mesto pripadlo novoustanovljeni Kraljevini Srbov, Hrvatov in Slovencev, ki se je leta 1929 preimenovala v Kraljevino Jugoslavijo. Tu je Bihać postal okrajno mesto v banovini Vrbski. Med drugo svetovno vojno so nemške čete 13. aprila 1941 vpadle v Bihać in nato je postal del vazalne države Neodvisne države Hrvaške, ki je bila zavezniška nacistično Nemčijo. Leta 1981 je bil v Garavicah odprt spominski park, ki ga je zasnoval Bogdan Bogdanović za žrtve poboja, ki so ga zagrešili ustaši leta 1941.
Le nekaj dni po napadu je v mestu in okolici nastal odpor proti okupaciji, ki je dosegel vrhunec z zavzetjem mesta s strani partizanov aprila 1942 in razglasitvijo Bihaćke republike. 26. in 27. novembra 1942 je tu potekalo prvo zasedanje Protifašističnega sveta za narodno osvoboditev Jugoslavije (AVNOJ), ki je bil podlaga za kasnejšo jugoslovansko vlado pod Titom. 29. januarja 1943 so nemške čete uspele ponovno zavzeti mesto. Pod nemško okupacijo je ostalo, dokler ga 28. marca 1945 ni osvobodila JLA.
V času socialistične Jugoslavije je Bihać kot okrajno mesto pripadal novonastali Socialistični republiki BiH v okviru Jugoslavije in se je razvil v gospodarsko in upravno središče severozahodne Bosne.

### Po 1990
Med bosansko vojno od 1992 do 1995 je območje okoli Bihaća tvorilo enklavo, obkroženo s srbskimi milicami iz Republike Srbske na eni in iz Srbske republike Krajine na drugi strani, ki je bila ves čas pod nadzorom bosanske vlade. je bila razglašena vojna in v zaščiteno območje ZN. Včasih so se odgovorni okoli Fikreta Abdića z območja severno od mesta dogovorili o ločnem miru z oblegovalci. Vendar je temu nasprotovalo vodstvo Korpusa bosanske vojske v Bihaću, kar je včasih vodilo do spopadov med četami, v katerih so prevladovali Bošnjaki. Poleti 1995 so se razmere v enklavi Bihać močno poslabšale. Po takratnih ocenah ZN se je v enklavo, ki je bila zdaj vse bolj pod srbskim topniškim ognjem in v katero so Srbi potiskali svoje položaje, zgrnilo okoli 150.000 beguncev. Že julija 1995 so mednarodni opazovalci pričakovali tudi humanitarno katastrofo za Bihać.
Hrvaška vojska je 4. avgusta 1995 začela obsežno vojaško ofenzivo, vojaško operacijo Nevihta, da bi ponovno zavzela območja Hrvaške, ki so jih zasedli Srbi. Ta operacija je trajala štiri dni; celotna Srbska republika Krajina je bila ponovno vključena v hrvaško ozemlje. Grozečo nevarnost za prejšnjo enklavo Bihać je ta hrvaška ofenziva v zadnjem trenutku preprečila. Hkrati pa so se verjetno v usklajeni vojaški operaciji hrvaške in bosanske enote uspešno borile tudi v zahodni Bosni proti srbskim enotam, ki so se čutile vse bolj potisnjene v obrambo. V samo nekaj tednih je bila vsa zahodna Bosna spet v rokah Bosansko-hrvaške federacije, bosansko središče pa je bilo ponovno povezano z območjem Bihaća.
24. julija 2014 je parlament Federacije Bosne in Hercegovine Bihaću podelil status mesta.
Od begunske krize v Evropi leta 2015 Bihać uporabljajo migranti kot kraj za bivanje pred prečkanjem meje v Evropsko unijo. Poleti 2019 so večjo medijsko pozornost pritegnila poročila o nečloveških razmerah v begunskem taborišču Vučjak v občini. Po besedah očividcev ni bilo elektrike, hrane je bilo komaj dovolj in ni bilo sanitarij. Skoraj vsi stanovalci so zboleli za garjami in so bili sicer bolni. Novembra 2019 je regionalna vlada Unsko-sanskega kantona uvedla policijsko uro na Vučjaku in še enem taborišču pri Bihaću, potem ko so na tem območju zabeležili več kriminala in protestirali lokalni prebivalci. Po poročanju bosanskih medijev so begunci predvsem vlamljali v hiše in kradli hrano ter avtomobile. Med begunci je prišlo tudi do nasilnih spopadov. Potem ko je približno 500 od 600 migrantov ali prebivalcev v taborišču 5. decembra gladovno stavkalo, je Bosna 10. decembra razpustila begunsko taborišče. 600 stanovalcev so odpeljali v nekdanjo vojašnico.
Leta 2020 je bilo približno 25 kilometrov od središča mesta zgrajeno begunsko taborišče Lipa, ki naj bi postalo stalni sprejemni center. Tudi tam so vladale nečloveške razmere; ni bilo ne elektrike ne vodovoda. Med evakuacijo nezimskega tabora 23. decembra 2020 so zažgali šotore in kontejnerje. Od takrat mnogi begunci niso imeli nastanitve; približno 3000 do 4000 jih živi na ulicah ali v okoliških gozdovih. Lokalni prebivalci so protestirali proti načrtom za začasno ponovno odprtje zaprtega skladišča v središču mesta.

## Prebivalstvo
Po popisu iz leta 1991 je imela občina Bihać 70.732 prebivalcev. Od tega se jih je 46.737 opredelilo kot Bošnjaki (66,07 %), 12.689 kot Srbi (17,93 %) in 5.580 kot Hrvati (7,88 %). Nadaljnjih 8 % jih je izjavilo, da so bodisi Jugoslovani ali druge narodnosti ali pa niso navedli nobenih podatkov.
Po popisu 2013 - prvemu po vojni v Bosni - je Bihać imel le 56.261 prebivalcev, od tega 49.550 Bošnjakov (88,1 %), 3.265 Hrvatov (5,8 %) in 910 Srbov (1,6 %).

### Občina Bihać
| Pregled števila prebivalcev po letih | Pregled števila prebivalcev po letih | Pregled števila prebivalcev po letih | Pregled števila prebivalcev po letih | Pregled števila prebivalcev po letih | Pregled števila prebivalcev po letih | Pregled števila prebivalcev po letih | Pregled števila prebivalcev po letih | Pregled števila prebivalcev po letih | Pregled števila prebivalcev po letih | Pregled števila prebivalcev po letih | Pregled števila prebivalcev po letih |
| ------------------------------------ | ------------------------------------ | ------------------------------------ | ------------------------------------ | ------------------------------------ | ------------------------------------ | ------------------------------------ | ------------------------------------ | ------------------------------------ | ------------------------------------ | ------------------------------------ | ------------------------------------ |
| 1879                                 | 1885                                 | 1895                                 | 1910                                 | 1921                                 | 1931                                 | 1948                                 | 1953                                 | 1961                                 | 1971                                 | 1981                                 | 1991                                 |
| -                                    | -                                    | -                                    | -                                    | -                                    | -                                    | -                                    | -                                    | -                                    | 58.185                               | 65.544                               | 70.732                               |

| Narodna sestava prebivalstva po letih | Narodna sestava prebivalstva po letih | Narodna sestava prebivalstva po letih |
| --- | --- | --- |
| 1971 | 1981 | 1991 |
| . skupaj: 58.185 Muslimani 37.325 (64,14 %) Srbi 12.096 (20,78 %) Hrvati 6.824 (11,72 %) Jugoslovani 1.133 (1,94 %) drugi in neznano 807 (1,38 %) | . skupaj: 65.544 Muslimani 40.041 (61,09 %) Srbi 11.093 (16,92 %) Hrvati 5.855 (8,93 %) Jugoslovani 7.364 (11,23 %) drugi in neznano 1.191 (1,81 %) | . skupaj: 70.732 Muslimani 46.737 (66,07 %) Srbi 12.689 (17,93 %) Hrvati 5.580 (7,88 %) Jugoslovani 4.356 (6,15 %) drugi in neznano 1.370 (1,93 %) |

Opomba: Brez naselij: Boboljusci, Bosanski Osredci, Gornji Tiškovac, Mali Cvjetnić, Malo Očijevo, Martin Brod, Očigrije, Palučci, Trubar, Veliki Cvjetnić in Veliko Očijevo, ki so do Daytonskega sporazuma del občine Drvar.

### Bihać (naselje)
| Pregled števila prebivalcev po letih | Pregled števila prebivalcev po letih | Pregled števila prebivalcev po letih | Pregled števila prebivalcev po letih | Pregled števila prebivalcev po letih | Pregled števila prebivalcev po letih | Pregled števila prebivalcev po letih | Pregled števila prebivalcev po letih | Pregled števila prebivalcev po letih | Pregled števila prebivalcev po letih | Pregled števila prebivalcev po letih | Pregled števila prebivalcev po letih |
| ------------------------------------ | ------------------------------------ | ------------------------------------ | ------------------------------------ | ------------------------------------ | ------------------------------------ | ------------------------------------ | ------------------------------------ | ------------------------------------ | ------------------------------------ | ------------------------------------ | ------------------------------------ |
| 1879                                 | 1885                                 | 1895                                 | 1910                                 | 1921                                 | 1931                                 | 1948                                 | 1953                                 | 1961                                 | 1971                                 | 1981                                 | 1991                                 |
| -                                    | -                                    | -                                    | -                                    | -                                    | -                                    | -                                    | -                                    | -                                    | 24.060                               | 29.875                               | 45.553                               |

| Narodna sestava prebivalstva po letih | Narodna sestava prebivalstva po letih | Narodna sestava prebivalstva po letih |
| --- | --- | --- |
| 1971 | 1981 | 1991 |
| . skupaj: 24.060 Muslimani 13.752 (57,15 %) Srbi 5.222 (21,70 %) Hrvati 3.453 (14,35 %) Jugoslovani 1.014 (4,21 %) drugi in neznano 619 (2,57 %) | . skupaj: 29.875 Muslimani 14.155 (47,38 %) Srbi 5.829 (19,51 %) Hrvati 2.872 (9,61 %) Jugoslovani 6.616 (22,14 %) drugi in neznano 403 (1,34 %) | . skupaj: 45.553 Muslimani 27.418 (60,18 %) Srbi 8.218 (18,04 %) Hrvati 4.805 (10,54 %) Jugoslovani 4.020 (8,82 %) drugi in neznano 1.092 (2,39 %) |

Opomba: V letih 1971. in 1981, brez nekdanjih naselij: Čavkići, Čekrlije, Dobrenica, Golubić, Kamenica, Kralje, Malo Založje, Mrkonjića Lug, Orljani, Pokoj, Sokolac, Vedro Polje, Veliko Založje, Vinica in Vrkašić, ki so v teh letih bila samostojna naselja.

## Kultura in zanimivosti
Staro mestno jedro, vredno ogleda, je na levem bregu Une in je zgrajeno na hribu s pogledom na dolino Une.
Znamenitosti vključujejo cerkev sv. Antona, od katere so od druge svetovne vojne ohranjeni le cerkveni stolp in nekateri temelji ladje. Stolp svetega Antona, ki ga domačini poznajo tudi preprosto kot Bihaćka kula je stavba v starem mestnem jedru, ki dominira na mestnem obzorju.
Takoj ob cerkvenem stolpu ob južnem izhodu iz starega mestnega jedra je Kapitanov stolp, kljubovalni ostanek srednjeveških mestnih utrdb, v katerem je danes muzej zgodovine mesta. V južnem delu starega mestnega jedra se je ohranilo tudi staro mestno obzidje.
Severno od starega mestnega jedra je tudi mošeja Fethija, prvotno gotska cerkev, ki je bila leta 1592 preurejena v mošejo.
Bihać je sedež Univerze v Bihaću.

## Gospodarstvo
V nekdanji Jugoslaviji se je Bihać razvil v industrijsko mesto. Nosilci gospodarskega razvoja so bile tovarne Kombiteks, Krajinametal in Polietilenka. Danes je Bihać sedež ene največjih pivovarn v Bosni in Hercegovini, ki proizvaja dve znamki piva, Preminger in Unski biser. Mlekarna Bihać, ki je v lasti nemškega podjetja Meggle, je eno vodilnih podjetij v Bosni in Hercegovini. BIRA (Hladilne obrate podružnice Bihać) je ena izmed uspešnih izvozno usmerjenih tovarn. Danes v turistični industriji dosegajo pomembne rezultate. Bihać rafting po reki Uni velja za enega najboljših v regiji. Kmetijski sektor živi od svoje rodovitne zemlje.

## Pobratena mesta
Bihać je pobraten z:
- Bondeno, Italija[23]
- Kikinda, Srbija[24]
- Kuşadası, Turčija[25]
- Nagykanizsa, Madžarska[26]
- Novo Mesto, Slovenija[27]
- Reșița, Romunija[28]
- Villefranche-de-Rouergue, Francija[29]

## Slike
- Mošeja Fethija v severnem delu starega mestnega jedra
- Kapetanov stolp (desno) in Turbe v središču mesta
- Djevojka sa Une
- AVNOJ-muzej v Bihaću